# Arzago d'Adda
Arzago d'Adda é uma comuna italiana da região da Lombardia, província de Bérgamo, com cerca de 2.288 habitantes. Estende-se por uma área de 9,26 km², tendo uma densidade populacional de 247 hab/km². Faz fronteira com Agnadello (CR), Calvenzano, Casirate d'Adda, Rivolta d'Adda (CR), Vailate (CR).

## Demografia
| Variação demográfica do município entre 1861 e 2011                               |
|                                                                                   |
| Fonte: Istituto Nazionale di Statistica (ISTAT) - Elaboração gráfica da Wikipedia |